# ジマ・オヤトゥレ
ジマ・オヤトゥレ（Djima Oyawolé、1976年10月18日 - ）は、トーゴ出身の元サッカー選手。ポジションはフォワード。

## 経歴
1995年にフランスのFCメスでキャリアを開始、以後フランス国内の多くのチームを渡り歩いた。2001年から2003年と2006年から2007年はベルギーのKAAヘント、2003年から2005年までは中国の深圳上清飲でもプレーしている。